# El Apóstol
El Apóstol è un film d'animazione argentino del 1917 ed è considerato il primo lungometraggio d'animazione. Il film è scritto e diretto da Quirino Cristiani e animato con tecnica cutout animation. Il lungometraggio dura 70 minuti e consta di 58.000 fotogrammi.
L'unica copia conosciuta del lungometraggio fu incenerita da un incendio scoppiato nel film studio di Federico Valle, produttore dello stesso film. A causa di ciò, è considerato un film perduto.

## Trama
La trama è una satira nei confronti del presidente argentino Hipólito Yrigoyen, il quale, giunto in cielo, utilizza i fulmini di Giove per punire Buenos Aires di immoralità e corruzione. Il risultato è una città bruciata pronta ad essere ricostruita. 

## Distribuzione
Il film venne presentato in prima assoluta il 9 novembre del 1917 al cinema Select Theater

## Critica
Il film ricevette ottime critiche e fu un successo commerciale. Venne particolarmente apprezzata la scena finale, la quale combinava dei modelli realizzati da Andrés Ducaud ed effetti speciali. Il periodico Critica scriveva riguardo al film «Il film è magnifico [...] dimostra il meraviglioso progresso compiuto dal nostro cinema». Il quotidiano La Razón riportava «Un'opera grafica che rivela enorme lavoro, pazienza e persino genio».

## Opere derivate
Nel 2007 l'animatore Gabriele Zucchelli ha girato un documentario basato sulla storia del film intitolato Quirino Cristiani: The mystery of the first animated movies.